# Palacio do Grilo
Le Palacio do Grilo (en français : palais du grillon), classé Monument d'intérêt public depuis 2011, également connu sous le nom de Palais des Ducs de Lafões (en portugais : Palácio dos Duques de Lafões), est situé à l'angle de la rue Grilo et de la rue des Ducs de Lafões, dans le quartier de Beato, au cœur de la ville de Lisbonne au Portugal.
L’édifice constitue un ensemble architectural du XVIIIe siècle à prédominance néoclassique, ponctué d'expressions et de motifs baroques. La construction de l'édifice est intimement liée à quelques contingences historiques qui ont été témoins du vaste processus d'édification du Palais,,.

## Histoire

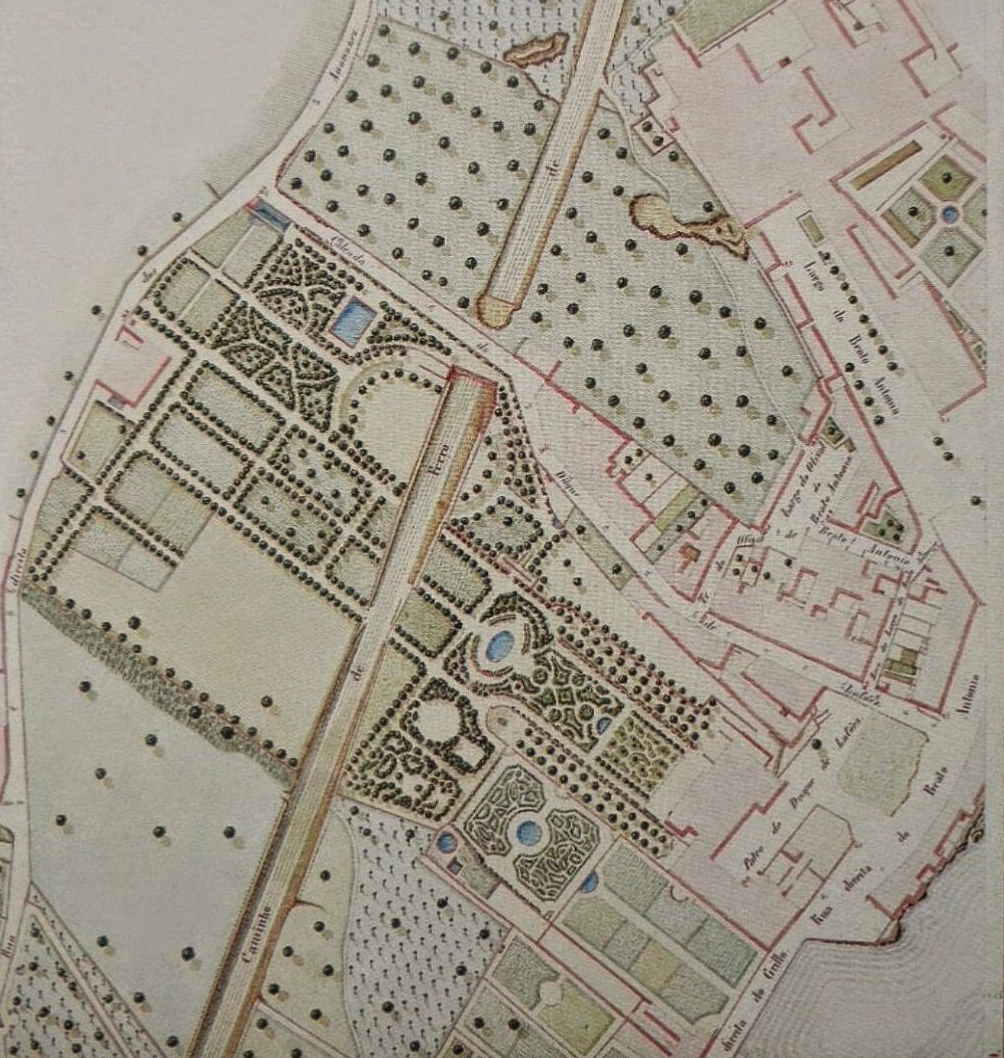
Atlas de la carte topographique de Lisbonne, Filipe Folque 1856-1858

Le palais do Grilo est situé sur une structure palatine préexistante, dont les anciens bâtiments appartenaient auparavant à D. António de Mascarenhas. La date exacte de la construction de la structure préexistante est inconnue. Les bâtiments faisaient partie d’une très grande propriété foncière qui s’étendait le long de la pente prononcée de la colline, connue aujourd'hui sous le nom de rue des Ducs de Lafões.
Après le tremblement de terre massif de Lisbonne du 1er novembre 1755, le Palacio do Grilo est devenu notoire quand le duc D. Pedro Henrique de Bragança a refusé d'éclairer le palais à l'occasion du mariage entre le roi Pierre III et la reine Marie Ire, princesse du Brésil (tradition lors des mariages royaux). Cet épisode, provient du fait que le duc était aussi un des deux seuls prétendants à la main de la princesse, et par conséquent aussi au trône portugais comme roi consort. Cet événement particulier s'est produit quelques années après une dispute avec son oncle, le roi Jean V, qui avait pour origine une relation amoureuse entre de D. Pedro Henrique de Bragança et Luísa Clara de Portugal.
Le 1er duc de Lafões, Pedro Henrique de Bragança a dirigé la construction du palais Grilo après le tremblement de terre massif de Lisbonne le 1er novembre 1755. Mais en raison de sa mort prématurée en 1761, elle a été aboutie par son frère cadet: D. João Carlos de Bragança e Ligne de Sousa Tavares Mascarenhas da Silva, 2e Duc de Lafões.

## Architecture

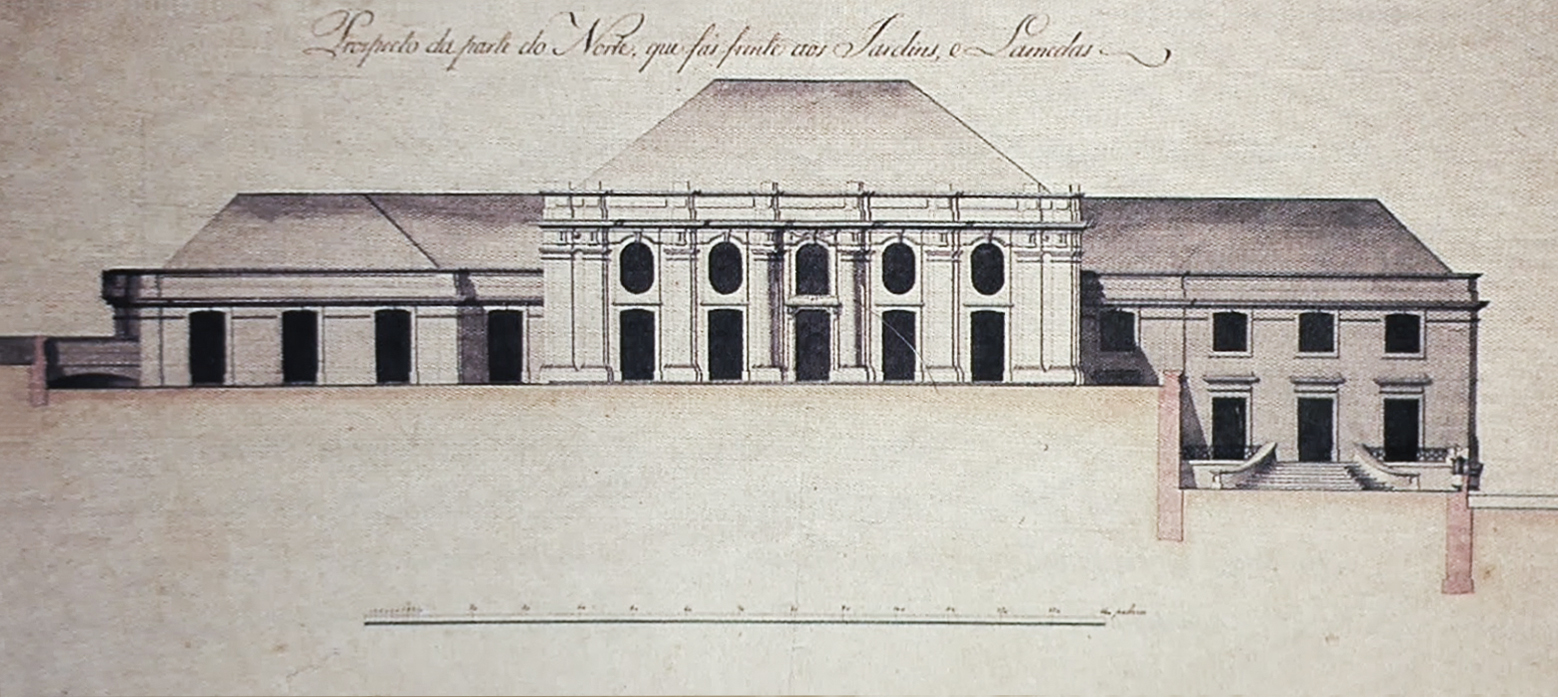
Plan du projet d'Eugénio dos Santos - Palacio do Grilo

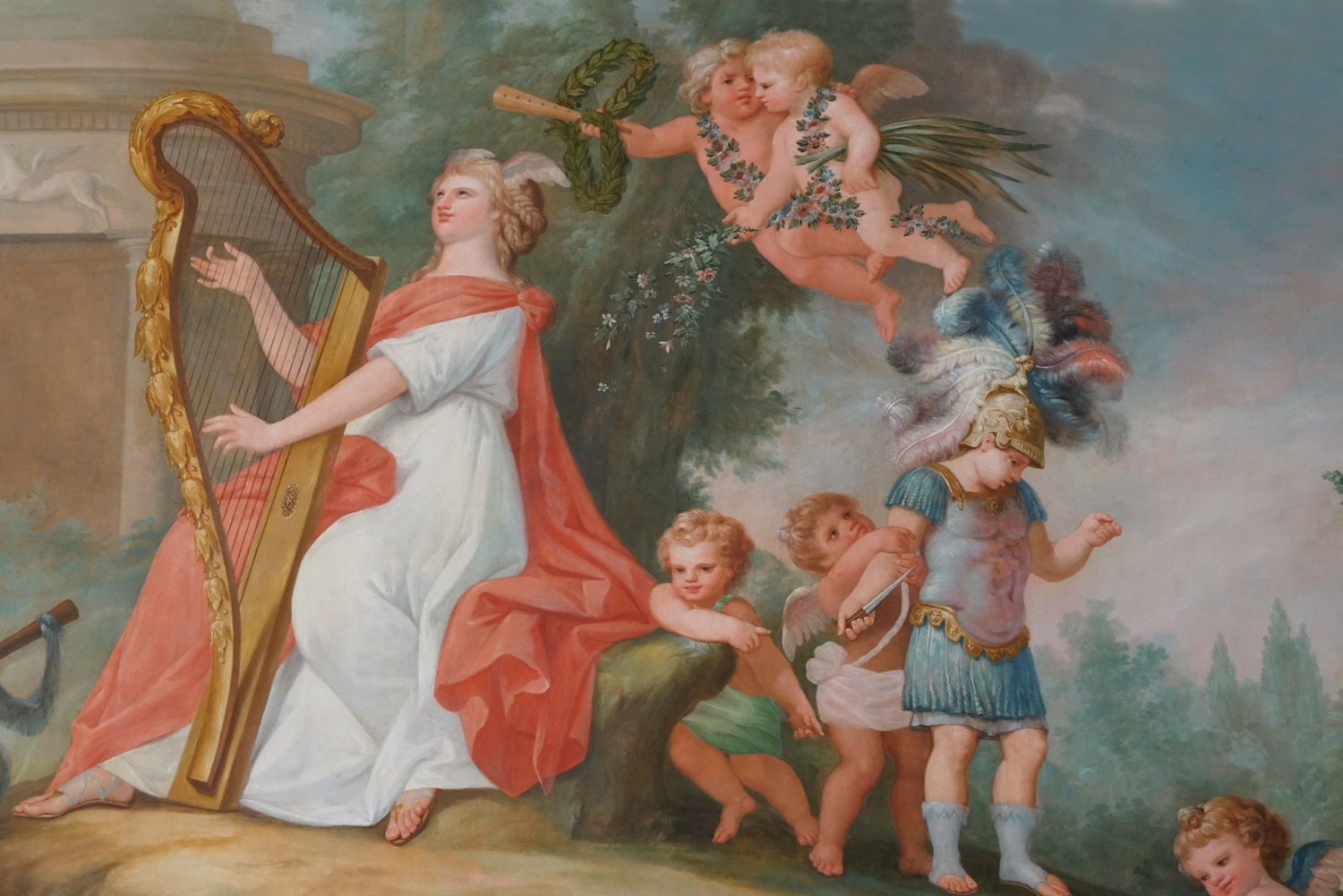
Peinture murale de la salle de l'académie des sciences
L'architecture principale est attribuée à Eugénio dos Santos.

L'intérieur est synonyme de « programmes décoratifs autour de la diversité culturelle et l'érudition », il y a des ensembles de peintures murales réalisées par Cyril Wolkmar Machado et également des toiles du XVIIIe et XIXe siècles dans les différents salons thématiques du palais, comme le salon de l'académie des sciences, le salon de Vénus ou le salon chinois.
La structure est disposée en forme de L, son enceinte principale étant orientée dans la direction nord-sud, étant ainsi verticale par rapport au fleuve du Tage. L'enceinte secondaire de la structure est à son tour tournée vers le fleuve, ainsi que vers la rue principale. Dans la partie intérieure de la structure en L, il existe un patio, contenu par d'autres constructions plus modestes. Le patio est situé au niveau supérieur de la rue.
La partie principale a été doublée pour former une façade de 11 ouvertures divisées en 2 niveaux : rez-de-chaussée et étage noble. De même, le patio du niveau supérieur, aux dimensions assez approximatives, a été conservé dans le projet de reconstruction, seules quelques corrections mineures étant nécessaires pour maintenir la symétrie.
Au rez-de-chaussée, en partant de la façade, se trouve un grand salon, d'où un escalier simplifié mène à une grande salle de bal ouverte, dominant ce même patio. Sur le côté, une autre partie principale disposée symétriquement à celle déjà existante a été rajouté.
Au nord du patio central, se trouve une autre aile principale. À l'arrière, au-dessus des jardins disposés en cascade à travers la colline, se trouve une autre partie de grande envergure, qui était probablement destinée à devenir une bibliothèque compte tenu des marques délimitées sur les plans.
En opposition à la tradition des autres palais de Lisbonne, le projet du Palacio do Grilo est réalisé selon une complexité savante, caractéristique des architectes qui étaient habitués à manœuvrer l'architecture comme un exercice théorique de style et cela est également dû à la démarche intellectuelle de D. Pedro Henrique de Bragança.

## Situation
En 2011, il a obtenu le statut de Monument d'intérêt public (MIP).En 2022, le Palais a été rénové par l'architecte Julien Labrousse,, et en 2023, le projet a été lauréat du Prix de Versailles - le Prix mondial de l'UNESCO pour l'architecture et le design,,,.

## Bâtiments
L'accès à l'intérieur se fait par l'escalier de 18 tronçons en pierre revêtue de carreaux peints de la fin du XVIIIe siècle représentant des fresques mythologiques (Diane et Actéon) ; dans la partie supérieure, trois portes, surmontées de panneaux de carreaux du XVIIIe siècle, garnis par les blasons des maisons Lafões, Cadaval et Marialva ;
- Salle à manger : sol en terre cuite primitive ; plinthe en carreaux du XVIIe siècle ; murs et plafond lisses (après restauration) ; portraits de personnalités de la famille et de Isabelle de Farnèse;
- Salon Pedro II : restauré au milieu du XXe siècle, avec des pilastres cannelés appartenant à l'ordre dorique encastrés dans les murs ; les ouvertures murales sont doublées de soie ; il se trouve un grand vaisseau en marbre italien sur une niche au sommet ; Il y a des portraits de D. Pedro II et D. João V.
- Atrium : Pièce située au bout du patio, son plafond est ovale; la garniture supérieure des murs est composée de modénatures de guirlandes suspendues et des pierres de taille en carreaux polychromes ; Un buste de D. Maria I y est installé;
- Salon des Oculus : accessible par la porte centrale, plan carré avec 10 portes et de grandes fenêtres ovales sur toutes les faces de la pièce.
- Chapelle: plan rectangulaire avec arc de triomphe en pierre, divisant l'espace en deux ; 4 portes en bois doré au rez-de-chaussée  (2 dans la chapelle principale, 2 dans la nef).
- Salle du Duc : plan rectangulaire avec un sol en bois brésilien du XVIIe et des portes décorées de peinture en perspective; le plafond présente des peintures ornementales de grandes fêtes, des guirlandes de fleurs et, au-dessus des portes communicantes, des frontons représentant des putti.
- Salon de l’académique des sciences: plan rectangulaire à 8 fûts avec un sol en bois brésilien du XVIIe ; le plafond et les murs ont de grandes peintures murales du XVIIIe siècle.
- Salle Chinoise : de plan carré avec un pavement en bois, présentant 5 puits. Sur les murs, il y a des peintures de style néoclassique représentant des figures féminines dans des grands festins avec des oiseaux et divers objets.
- Salle Vénus : plan carré, 6 puits avec des motifs peints, murs peints avec des ornements délicats, plafond avec un grand ovale central et des peintures encadrées par une frise représentant Vénus émergeant des eaux soutenue par 2 tritons.

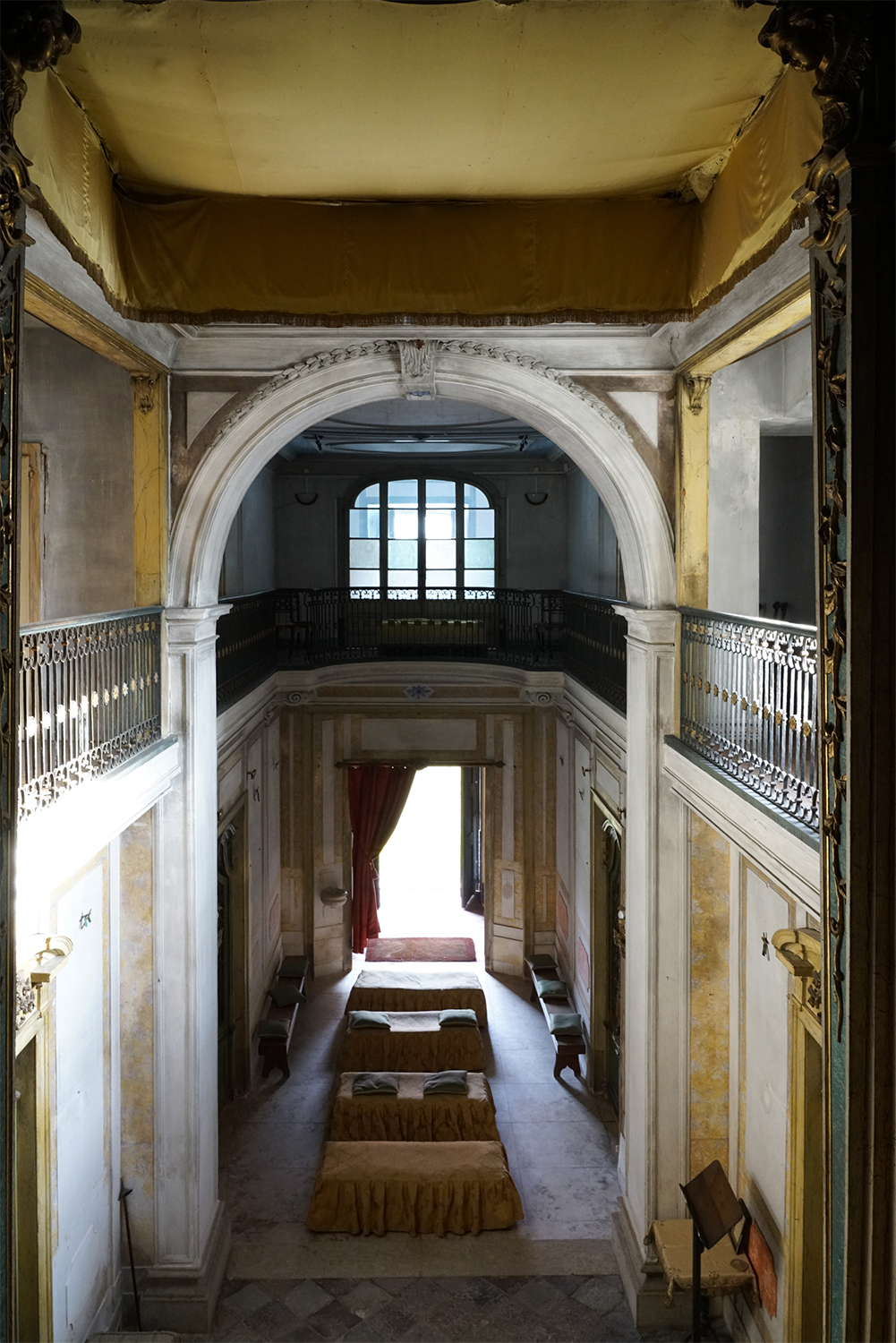
Chapel
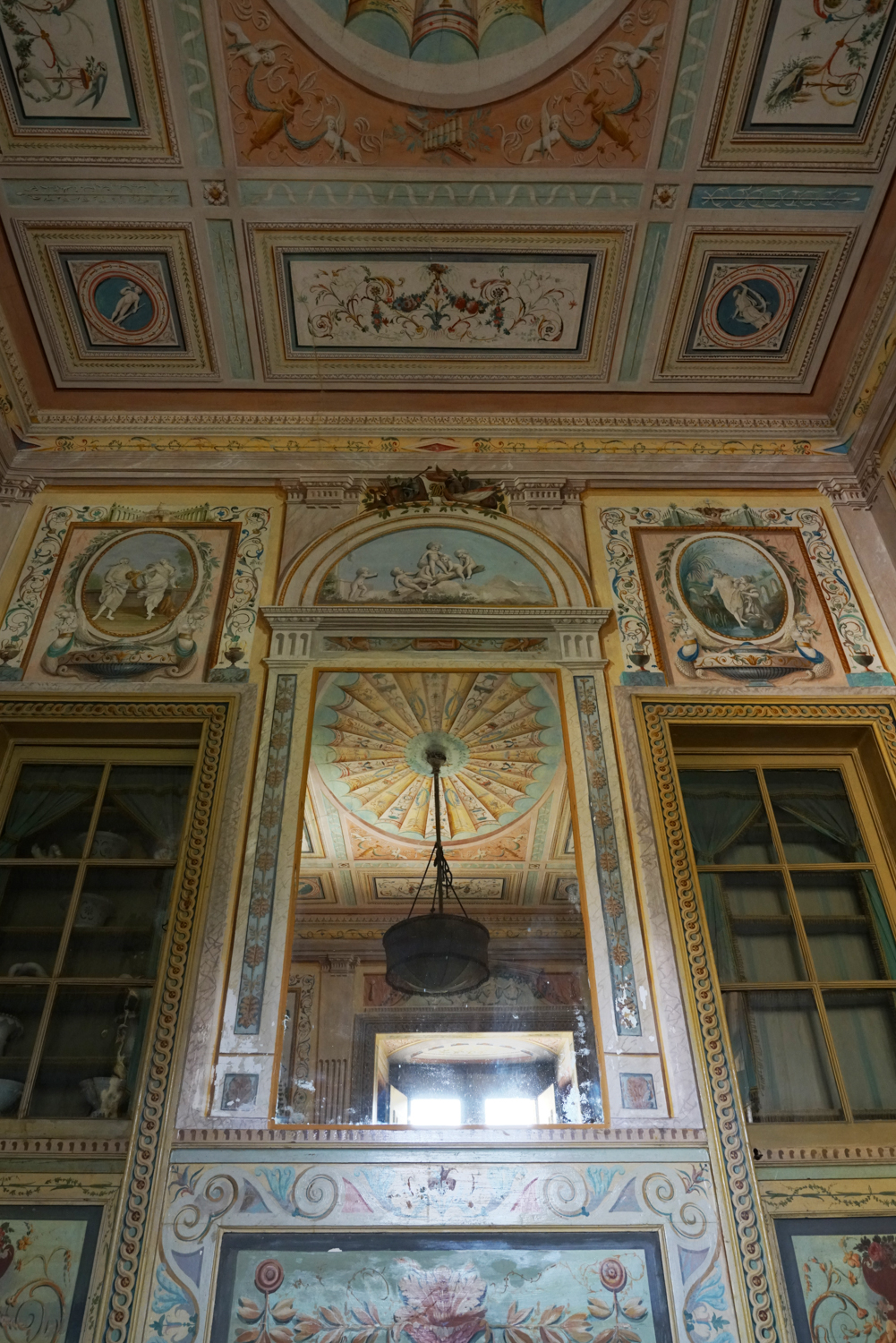
Salon chinois
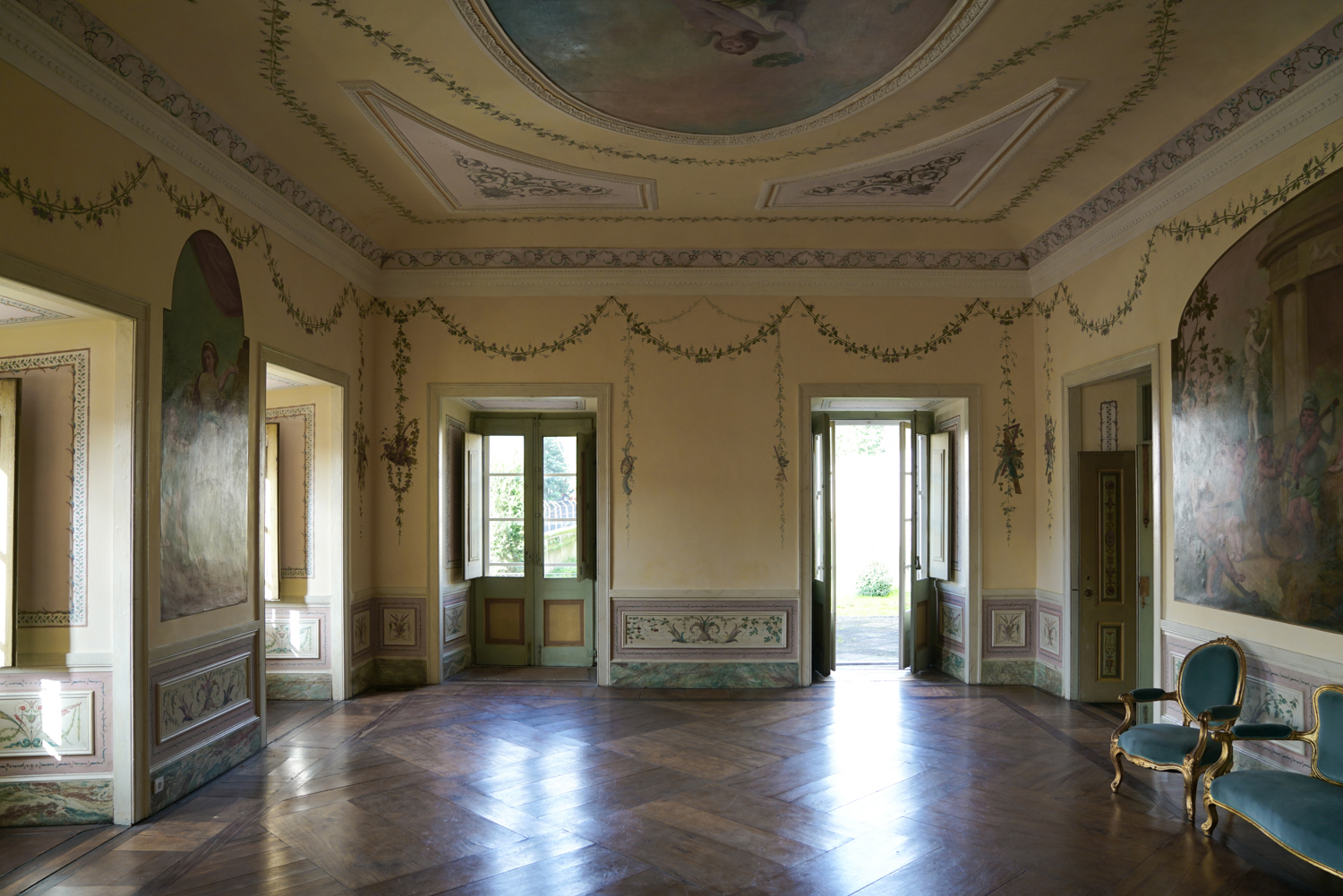
Salon de l'académie
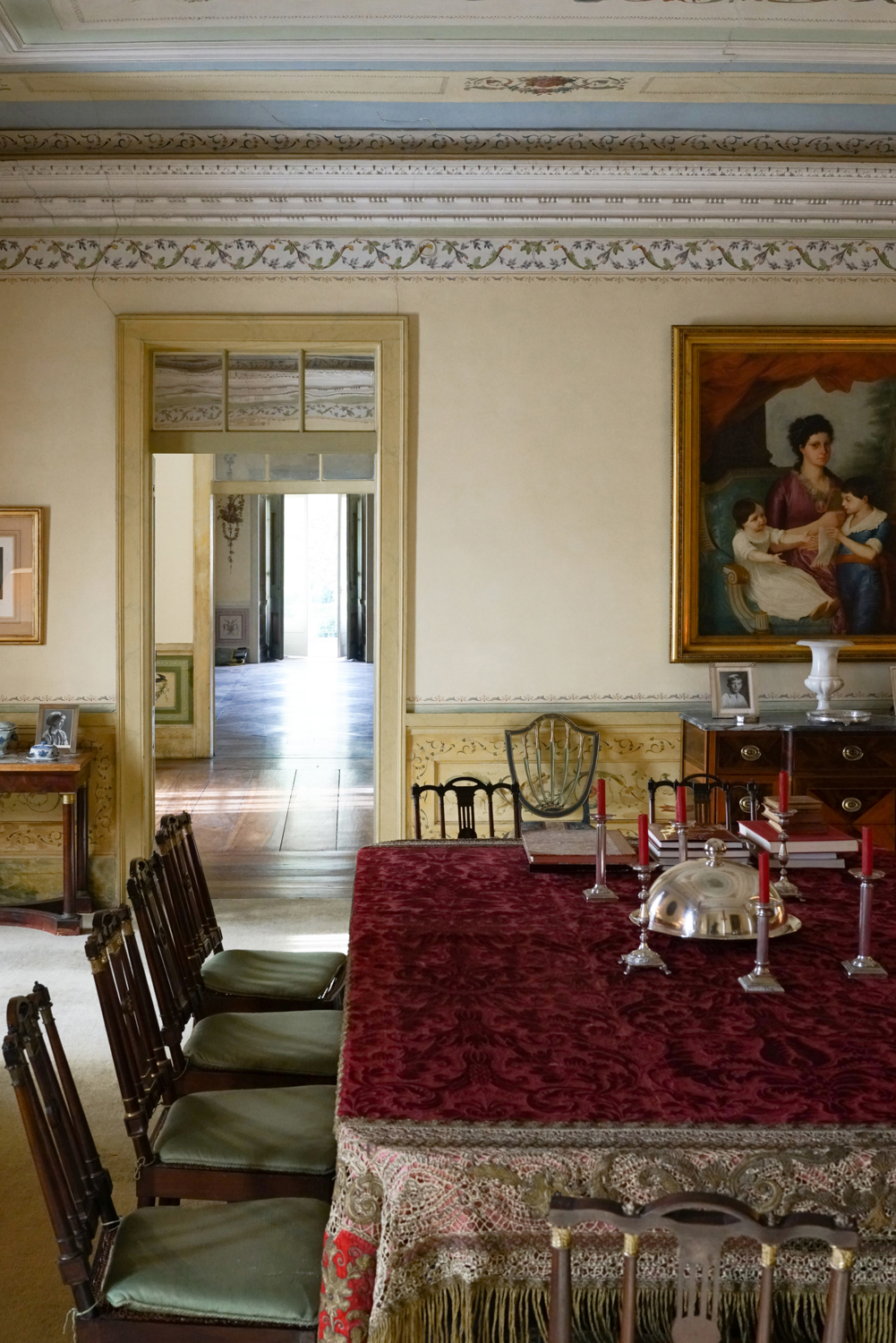
Salon de Vénus
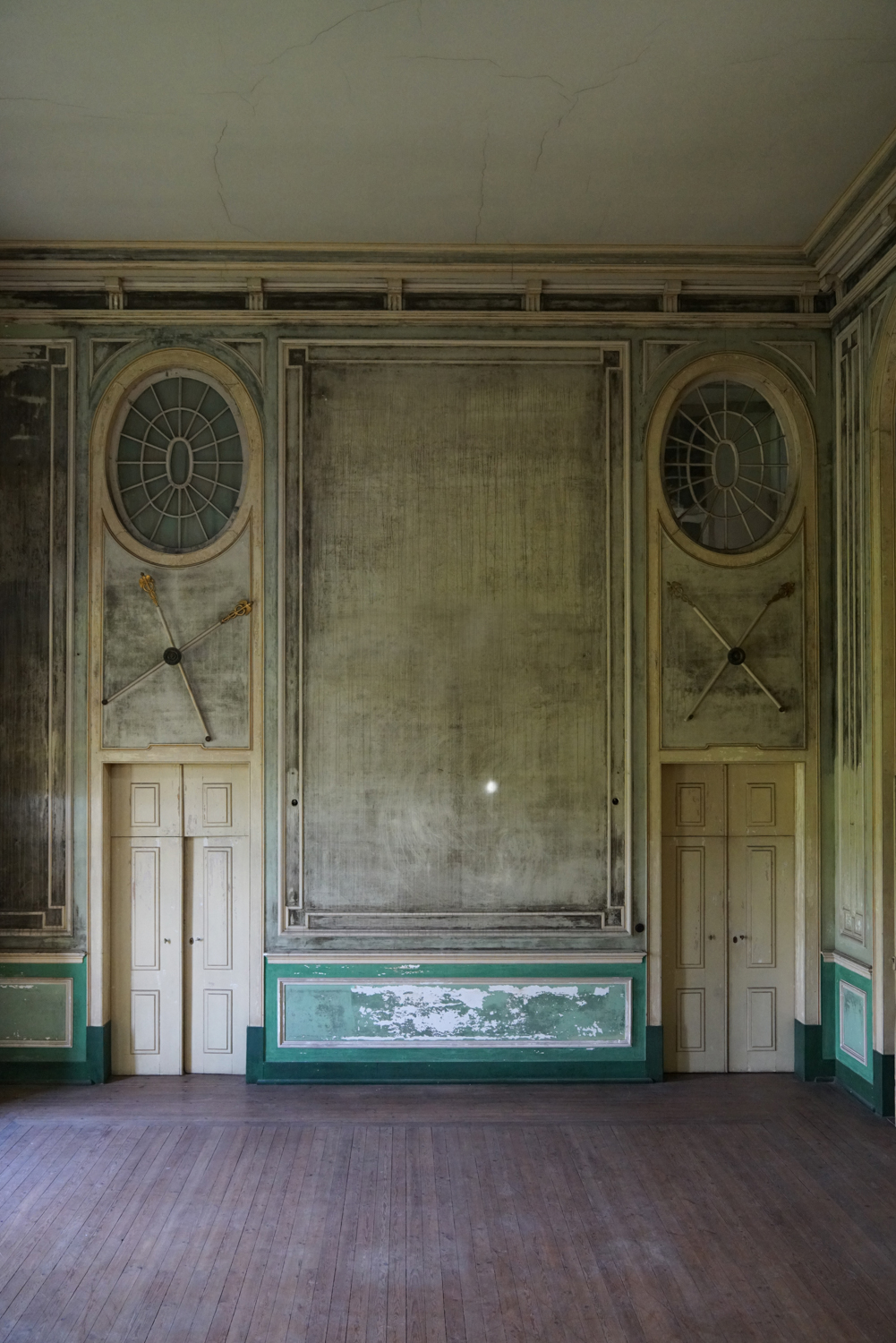
Salon des Oculus
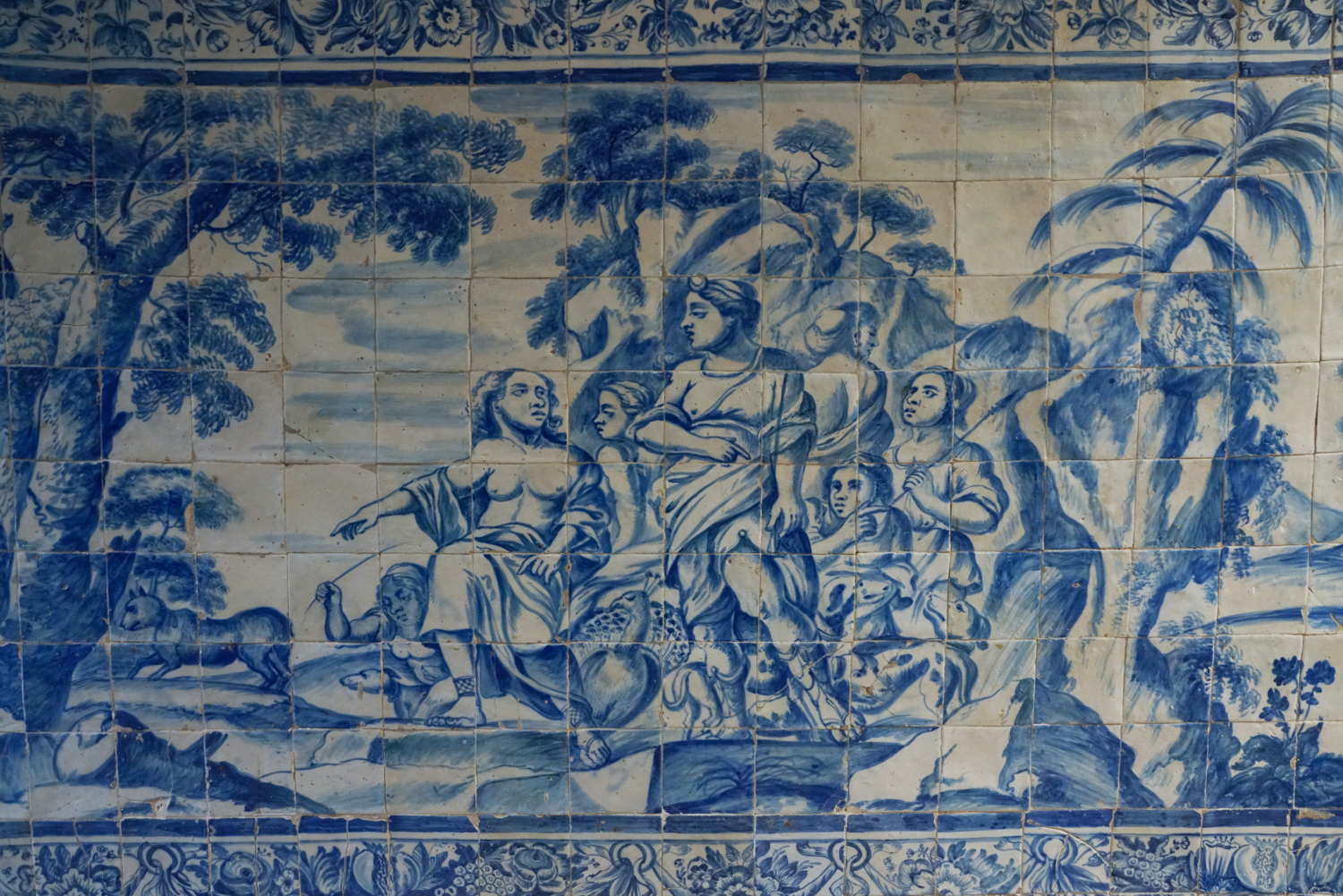
Fresque d'Azulejos